# Bojan Krkić
Bojan Krkić Pérez, srbsko-španski nogometaš, * 28. avgust 1990, Linyola, Lleida, Katalonija, Španija.

## Zgodnje življenje
Njegov oče Bojan je Srb in je nekoč bil nogometaš. V osemdesetih letih 20. stoletja igral za srbski klub NK Crvena Zvezda, iz Beograda. Nato se je Bojanov oče preselil v Španijo, kjer je leta 1997 začel delovati pri FC Barceloni. Tam se je poročil z medicinsko sestro Mario Lluïso Pérez, Krkićevo materjo.

## Kariera

### Mladinska kariera
Bojan Krkić je z 961 goli, v desetih letih amaterskega igranja nogometa, Barcelonin najboljši mladinski strelec. Maja leta 2006 je na evropskem prvenstvu za igralce pod 17 leti dosegel naslov najboljšega strelca tega prvenstva, kljub temu da je bil najmlajši igralec prvenstva in je igral le en polčas od 4-ih izmed 5-ih tekem. Na tekmi z Luksemburgom je dosegel hat-trick. Zaigral je v polfinalu proti Češki, kjer pa je Španija, po izključitvi Roberta Garcie, izgubila z 2-0. V tekmi za 3. mesto je Bojan zaigral v 2. polčasu in zadel v 53. minuti prvi gol za Španijo in nato zadel še 11-metrovko in Španija je slavila s 5-4 in osvojila 3. mesto na prvenstvu. Naslednje leto je na istem prvenstvu Španijo popeljal do naslova evropskega prvaka z edinim zadetkom na tekmi. Prav tako je zadel gol v polfinalu proti Belgiji.
Sezono 2006/2007 je Bojan odigral za B-ekipo FC Barcelone. Ko je dopolnil 17 let je podpisal profesionalno pogodbo z A-ekipo FC Barcelone. Prvo tekmo za A-ekipo Barcelone je odigral 24. aprila 2007, ko je zadel prvi gol za A-ekipo proti Al-Ahlyju. Ta tekma se je končala z zmago Barcelone s 4-0.

### Svetovno prvenstvo v nogometu 2007 (U-17)
O Bojanovem nastopu na tem prvenstvu v Koreji je bilo veliko nasprotij, saj je FC Barcelona želela Bojana vključiti v ekipo na azijski turneji. Še bolj se je zapletlo ko je španska FA zavrnila prihod Barceloninega zdravnika Ricarda Pruna, po tem, ko si je Bojan poškodoval koleno.
Bojan je nato nadaljeval svetovno prvenstvo in se je s petimi zadetki skupaj z  nemškim igralcem Tonijem Kroosom, iz FC Bayerna iz Munchna. V polfinalu je Bojan proti Gani v zadnjih trenutkih tekme, ko se je Španija že veselila uvrstitve v finale, prejel drugi rumeni karton in je moral zapustiti igrišče in s tem ni mogel nastopiti v finalu, kjer je Španija nato izgubila z Nigerijo po enajstmetrovkah. Bojan je za svoje predstave na prvenstvu prejel adidasovo bronasto žogo, za Macauleyjem Chrisantusom in Tonijem Kroosom.

### Sezona 2007/2008

#### Debut v La Ligi in Ligi prvakov
16. septembra je debitiral v La Ligi, ko je v 78. minuti zamenjal Giovanija dos Santosa, na tekmi proti CA Osasuni. V podaljšku je bil blizu svojemu prvemu golu, ko je zmedel nasprotnega vratarja, a mu je vseeno zmanjkalo moči za zadetek in žogo je udaril v gol aut. Po tekmi je povedal, da je s peto želel podati portugalskemu reprezentantu Decu.
19. septembra 2007 je debutiral tudi v Ligi prvakov proti Lyonu, ko je v 88. minuti zamenjal Lionela Messija. Bojan je s tem debutom postal najmlajši igralec, ki je kdajkoli zaigral v Ligi prvakov, pri 17 letih in 22 dnevih starosti. Drugo tekmo v Ligi prvakov je zaigral v 81. minuti proti VfB Stuttgartu, ko je zamenjal Ronaldinha. Zadel je tudi na tekmi med špansko in poljsko reprezentanco do 21 let starosti.

#### Prvi gol v španski La Ligi
20. oktobra 2007 je Bojan dosegel prvi gol v La Ligi v 25. minuti tekme proti Villarealu. S tem je podrl Messijev rekord najmlajšega strelca Barcelone.

### A. S. Roma
Od julija 2011 je član italijanskega prvoligaša A. S. Roma iz Rima.